# Émile Cottin
Pour les articles homonymes, voir Cottin.
Louis Émile Cottin, né le 14 mars 1896 à Creil et mort le 8 octobre 1936 dans la province de Saragosse, est un militant anarchiste français auteur d'un attentat contre Georges Clemenceau et mort sur le front d'Aragon pendant la guerre civile espagnole.

## Biographie
D'origine modeste, Émile Cottin est menuisier-ébéniste de profession.
Il prépare un attentat contre Clemenceau — au motif de son implication dans la répression anti-ouvrière — chez Ernest-Paul Chenet, autre militant anarchiste à Malakoff (villa Cacheux) dans la banlieue de Paris. Le 19 février 1919, à 8 h 30, Émile Cottin fait feu à neuf reprises sur l'automobile de Georges Clemenceau, alors président du Conseil. Celui-ci sera atteint par trois projectiles, sans être blessé mortellement. « Milou » (de son sobriquet) est arrêté par des passants et menacé d'être lynché : il est remis aux autorités.
« Je suis anarchiste, c’est-à-dire antiautoritaire, anticléricaliste, antimilitariste et antiparlementaire » déclara Cottin lors de son procès.

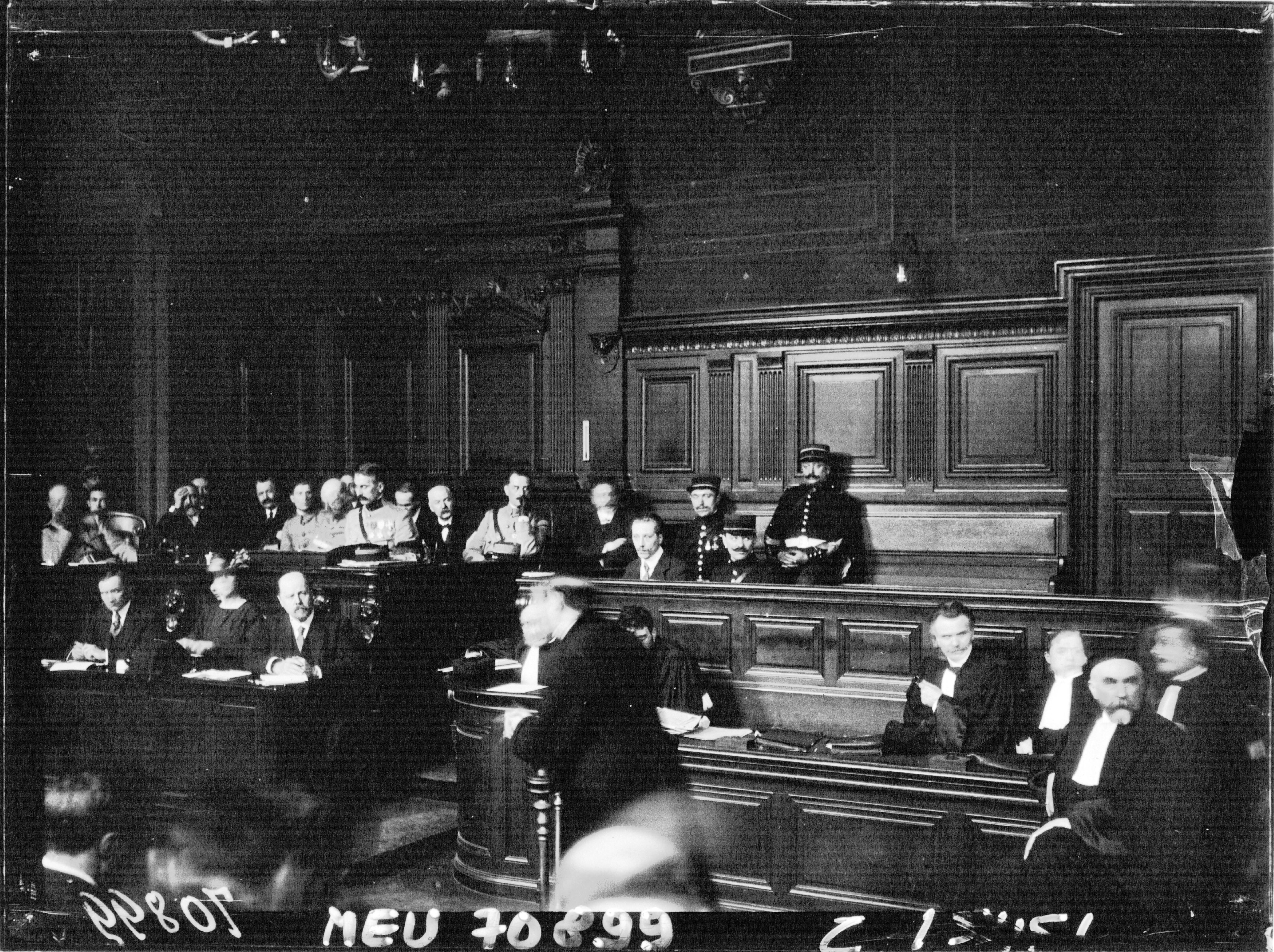
Devant le conseil de guerre en 1919.

Le 14 mars 1919, Émile Cottin est condamné à la peine capitale par le 3e conseil de guerre de Paris. Quarante-deux jours après son incarcération à Melun, alors que le journal Le Libertaire fait une campagne véhémente de soutien à Émile Cottin au motif que l'assassin de Jean Jaurès venait d'être acquitté, Georges Clemenceau intervient en faveur de son agresseur auprès du président de la République : Raymond Poincaré réduira la peine d'Émile Cottin à dix ans de réclusion et vingt ans d'interdiction de séjour.
Le 21 août 1924, il est libéré « déficient à l’extrême » et astreint à résider à Haucourt (Oise) où l’anarchiste Casteu l’héberge.
En juillet 1936, pendant la guerre d'Espagne, il s'engage comme mitrailleur dans le groupe international dans la colonne Durruti et tombe, en octobre, sur le front d'Aragon, près de Farlete.

## Notices
- Dictionnaire des anarchistes, « Le Maitron » : notice biographique.
- Dictionnaire international des militants anarchistes : notice biographique.
- Dictionnaire biographique, mouvement ouvrier, mouvement social : notice biographique.
- L'Éphéméride anarchiste : notice biographique.
- Libcom : notice biographique.
- Anarcoefemerides : notice biographique.
- The Emma Goldman Papers : Cottin, Émile (1896-1936).